# Starmaker (televisieprogramma)
Starmaker was een Nederlands televisieprogramma in 2001 op de commerciële televisiezender Yorin, waarin een groep geselecteerde jongeren tot band werd gevormd in het oude Big Brother-huis.
Hier volgden ze verschillende workshops, waarna iedere week een deelnemer door de kijkers naar huis werd gestuurd. In eerste instantie was het het de bedoeling om zes jongeren over te houden. Zowel de kijkers als de deelnemers zagen uiteindelijk liever niemand meer vertrekken zodat besloten werd er tóch een zeven-tallige band van te maken. De winnaars kregen bij platenmaatschappij Sony BMG een contract aangeboden.
Onder de naam Starmaker werd een nummer één-hit gescoord met de single Damn (I think I love you). Deze werd uitgebracht voordat er deelnemers waren afgevallen, hoewel Hessel Deinum het programma al wel vrijwillig had verlaten. Het nummer werd in Nederland de best verkochte single van 2001. Als protest op zowel het programma als de single, werd door het team van het VARA Nederland 3 televisieprogramma Kopspijkers onder de naam One Day Fly de single I wanna be a one day fly uitgebracht, die Damn (I think I love you) destijds van de nummer 1-positie in zowel de publieke hitlijst; de Mega Top 100 op Radio 3FM als de Nederlandse Top 40 op Radio 538 stootte.
Uit Starmaker kwam de band K-otic voort, waarvan zangeres Sita zich enige tijd later afsplitste. In 2003 werd besloten de band op te heffen vanwege afnemend succes. In 2016 werd een eenmalig reünieconcert gegeven in de Heineken Music Hall.
Starmaker was vooral een succes onder tieners. Gemiddeld keken zo'n 350.000 mensen naar de verrichtingen van de talenten op de campus.

## Opvolger
Na het succes van Starmaker brachten Yorin en Endemol in februari 2002 een soortgelijk programma op de buis: Star Academy. De opvolger werd echter lang niet zo'n succes en werd uiteindelijk vroegtijdig van televisie gehaald. In Star Academy werden net als in Starmaker talenten opgesloten in het oude Big Brother-huis waar ze werden geschoold in diverse artistieke disciplines. Bedoeling was echter niet om een band te vormen maar om uiteindelijk in een dramaserie te kunnen spelen. Gemiddeld keken slechts 190.000 kijkers naar het programma.